# Van Daalen River
Van Daalen River är ett vattendrag i Indonesien. Det ligger i den östra delen av landet, 3 500 km öster om huvudstaden Jakarta.